# Stazione di Jining Sud
La stazione di Jining Sud (in cinese 集宁南站, Jíníng-nán Zhàn) è una stazione ferroviaria località di diramazione delle linee per Tongliao, Pechino, Zhangjiakou, Baotou e Erenhot a servizio della città di Ulaan Chab.